# Brahmaea porphyria
Brahmaea porphyria is een vlinder uit de familie van de herfstspinners (Brahmaeidae). De wetenschappelijke naam van de soort is voor het eerst geldig gepubliceerd in 1977 door Chu & Wang.